# Communauté d’agglomération Bassin d’Arcachon Sud
Die Communauté d’agglomération Bassin d’Arcachon Sud (COBAS) ist ein französischer Gemeindeverband mit der Rechtsform einer Communauté d’agglomération im Département Gironde in der Region Nouvelle-Aquitaine. Sie wurde am 7. Dezember 2001 gegründet und umfasst vier Gemeinden. Der Verwaltungssitz befindet sich in der Stadt Arcachon.

## Mitgliedsgemeinden
| Gemeinde                                         | Einwohner 1. Januar 2022 | Fläche km² | Dichte Einw./km² | Code INSEE | Postleitzahl |
| ------------------------------------------------ | ------------------------ | ---------- | ---------------- | ---------- | ------------ |
| Arcachon                                         | 10.895                   | 7,56       | 1.441            | 33009      | 33120        |
| Gujan-Mestras                                    | 22.643                   | 53,99      | 419              | 33199      | 33470        |
| La Teste-de-Buch                                 | 27.141                   | 180,20     | 151              | 33529      | 33260        |
| Le Teich                                         | 9.213                    | 87,08      | 106              | 33527      | 33470        |
| Communauté d’agglomération Bassin d’Arcachon Sud | 69.892                   | 328,83     | 213              | –          | –            |